# Hu Shuli
Hu Shuli (chinois : 胡舒立), née en 1953 à Pékin (Chine), est une journaliste chinoise. Fondatrice, notamment, du magazine économique Caijing (en), puis du groupe de presse Caixin, elle a à plusieurs reprises dénoncé des affaires de corruption, et bousculé les limites de la censure.

## Biographie
Hu Shuli est née à Pékin, d'une lignée de journalistes de renom : son grand-père, Hu Zhongchi, est un traducteur, espérantiste et éditeur célèbre du Shen Bao. Son frère aîné Hu Yuzhi, et sa mère Hu Lingsheng, travaillent dans le journalisme.
Au moment de la révolution culturelle, elle est forcée d'interrompre ses études à la Beijing 101 Middle School, et est envoyée à la campagne. Elle revient en université lorsque les cours reprennent en 1978. Elle obtient un diplôme de journalisme en 1982. Elle travaille ensuite pour différents périodiques, et passe six mois au World Press Institute dans le Minnesota. En 1998, elle devient la fondatrice et éditrice de Caijing (en). C'est un magazine économique réputée pour ses investigations, et qui avait progressivement élargi son périmètre d'analyse, dénonçant par exemple la corruption de certains membres du parti, les industries polluantes, les conséquences du tremblement de terre de mai 2008 dues aux constructions non conformes, les affaires immobilières illégales, les expropriations, etc. Elle quitte ce périodique en 2009 pour un poste universitaire avant de créer le groupe de média Caixin. Elle continue à y diriger des investigations, dénonçant par exemple les pratiques du groupe Anbang, et défend la liberté d'expression,,. En janvier 2018, la journaliste annonce prendre une semi-retraite.
Elle est professeure à l'école de communication et de design de l'université Sun-Yat-sen et professeur à l'École de journalisme et de communication de l'université Renmin de Chine.
En 2017, elle se classe à la 47e place de la liste des 50 plus grands leaders du monde (50 World's Greatest Leaders) du magazine Fortune.